# Vistafranca
Vistafranca es un barrio perteneciente al distrito Carretera de Cádiz de la ciudad andaluza de Málaga, España. Según la delimitación oficial del ayuntamiento, limita al noroeste con los barrios de Industrial Nuevo San Andrés, Barceló y Nuevo San Andrés 1; al norte, con el barrio de Haza de la Pesebrera; al este, con el barrio de El Torcal; al suroeste con Cortijo Vallejo; al sur, con Sixto y Ardira; y al sureste, con el barrio de La Luz.
Consta de 13 calles, que obtienen su nombre de lugares geográficos de la provincia de Málaga como calle Alazores o calle Sierra Blanca. La vía principal es calle Gaucín, que conecta la Avenida de Europa con la Avenida de Velázquez. La zona está muy densamente poblada y la mayoría de las construcciones son edificios residenciales de tres a nueve plantas.
Fue construido a partir de finales de la década de los años 1960 y poblado principalmente con familias jóvenes proveniente del éxodo rural de la provincia. Toma su nombre de la antigua finca Vistafranca, desaparecida tras la urbanización de la zona, pero de la que se han conservado muchos de los antiguos ejemplares de árboles, sobre todo los de la avenida principal, actualmente llamada Alcalde José María de Llanos.
Los centros de enseñanza que podemos encontrar en esta zona son el IES José María Torrijos, el CEIP Jábega y el CEIP Ardira. Ya próxima a esta zona nos encontramos el Colegio Privado Concertado El Divino Pastor, el CEIP El Torcal y el colegio público de preescolar Azalea. 

## Transporte
En autobús queda conectado mediante las siguientes líneas de la EMT: 
| Línea | Trayecto                                        | Recorrido | Frecuencia                                     |
| ----- | ----------------------------------------------- | --------- | ---------------------------------------------- |
| 1     | Parque del Sur - Avda. Europa (San Andrés)      | Recorrido | 8-9 minutos                                    |
| 3     | Paseo del Parque - Puerta Blanca                | Recorrido | 8 minutos                                      |
| 10    | Alameda Principal - Churriana                   | Recorrido | 25-30 minutos                                  |
| 19    | Paseo del Parque - Aeropuerto                   | Recorrido | 30-35 minutos                                  |
| 22    | Avda. Molière - Universidad                     | Recorrido | 10 minutos (16-18 minutos en época no lectiva) |
| 27    | Avenida M. A. Heredia - Polígono I. Guadalhorce | Recorrido | 70-80 minutos                                  |
| 31    | Alameda Principal - Mainake                     | Recorrido | 18-25 minutos                                  |
| N1    | Puerta Blanca - El Palo                         | Recorrido | 25 minutos                                     |